# Valabetokana
Valabetokana – gmina (kaominina) na Madagaskarze, w regionie Vakinankaratra, w dystrykcie Faratsiho. W 2001 roku zamieszkana była przez 7 357 osób. Siedzibę administracyjną stanowi Valabetokana.
Na obszarze gminy funkcjonują m.in. szkoła pierwszego stopnia oraz poczta. 98% mieszkańców trudni się rolnictwem, 1% pracuje w sektorze hodowlanym oraz 1% w usługach. Produktami o największym znaczeniu żywnościowym są ryż, ziemniaki i kukurydza. Odsetek rolników, używających nawozów sztucznych, waha się w granicach 25-50%.